# Alfaro
Alfaro − miasto w Hiszpanii, we wspólnocie autonomicznej La Rioja. W 2008 liczyło 9727 mieszkańców.
W miejscowości jest stacja kolejowa Alfaro.